# Reagente de biureto
O reagente de biureto é um reagente analítico feito de cobre e hidróxido de sódio com um complexante que estabiliza o cobre em solução, sendo o tartarato de sódio o recomendado por Gornall e cols . Este reagente de coloração azul torna-se violeta na presença de proteínas (mais especificamente, o reagente de biureto torna-se violeta ao reagir com íons cúpricos), e muda para rosa quando combinado com polipeptídeos de cadeia curta. A intensidade da coloração violeta varia de acordo com a concentração de proteínas na amostra analisada. O hidróxido de potássio não participa na reação, mas meramente provê um meio alcalino no qual a reação ocorre.
O reagente é comumente usado em um ensaio colorimétrico para a determinação de concentração de proteínas—tal como a espectroscopia UV/visível no comprimento de onda de 540 nm (para a detecção do íon Cu2+).

## Preparação do reagente
Dissolve-se 1,5 g de sulfato de cobre (II) (CuSO4.5H2O) e 6,0 g de tartarato duplo de sódio e potássio (KNaC4H4O6.4H2O) em 500 mL de água destilada. Adiciona-se, sob agitação constante, 300 mL de solução de NaOH aquoso a 10%. Adiciona-se 1g de iodeto de potássio (KI). Completa-se o volume para 1L com água destilada e guarda-se o reagente em frasco de vidro âmbar. Esse reagente conserva-se por tempo indefinido.
Observe-se que esta é uma formulação modificada.